# Fearless (singel Le Sserafim)
Fearless – debiutancki singel południowokoreańskiej grupy Le Sserafim, wydana 2 maja 2022 roku przez wytwórnię Source Music. Promował minialbum Fearless.
Japońska wersja utworu została wydana cyfrowo 15 grudnia 2022 roku, a fizycznie 25 stycznia 2023 roku jako debiutancki singiel zespołu na japońskim rynku muzycznym przez wytwórnie EMI Records i Universal Music Japan.

## Historia wydania
14 marca 2022 roku Source Music ogłosiło, że we współpracy z Hybe Corporation, planuje zadebiutować nowy girlsband. Tydzień później Hybe Corporation ogłosiło, że zespół zadebiutuje w maju. 13 kwietnia ogłoszono, że grupa wyda swój debiutancki minialbum Fearless 2 maja. 5 kwietnia opublikowano listę utworów, w której „Fearless” zostało ogłoszone jako główny singiel, a dwa dni później opublikowano medley video z fragmentami wszystkich piosenek z albumu. Zwiastuny teledysku do „Fearless” zostały wydane odpowiednio 29 kwietnia i 1 maja. Wydanie japońskiej wersji utworu zostało ogłoszone 25 listopada jako część japońskiego debiutu Le Sserafim, który miał miejsce 25 stycznia 2023 roku.

## Kompozycja
„Fearless” został napisany i skomponowany przez Score (13), Megatone (13), Supreme Boi, Blvsh, Jaro, Nikolay Mohr, "Hitmana" Banga, Oneye, Josefin Glenmark, Emmy Kasai, Kylara Niko, Pau oraz Destiny Rogers.  Muzycznie utwór został opisany jako funkowy, alternatywny pop i dance-pop z tekstami, które „opowiadają historię poruszania się naprzód bez bycia wstrząśniętym przez przeszłość”. „Fearless” został skomponowany w tonacji G-dur, w tempie 104 uderzeń na minutę.

## Odbiór komercyjny
„Fearless” zadebiutował na 85. miejscu na południowokoreańskiej liście Gaon Digital Chart w wydaniu z 1-7 maja 2022; piosenka zadebiutowała na 19. miejscu na liście Gaon Download Chart, na 94. miejscu na liście Gaon Streaming Chart i na 65. miejscu na liście Gaon BGM Chart. W kolejnym tygodniu awansował na 10. miejsce na liście Gaon Download Chart; oraz na 12. miejsce na liście Gaon Digital Chart i 9. miejsce na liście Gaon Streaming Chart w wydaniu z 22-28 maja 2022 roku. Na liście Billboard South Korea Songs „Fearless” zadebiutował na 11. miejscu w wydaniu z 14 maja 2022, awansując na 4. miejsce w wydaniu z 28 maja 2022 roku.
W Nowej Zelandii piosenka zadebiutowała na 27. miejscu na liście RMNZ Hot Singles w wydaniu z 9 maja 2022 roku. W Japonii piosenka zadebiutowała na 9. miejscu na liście Billboard Japan Japan Hot 100 w wydaniu z 11 maja 2022 roku; zadebiutowała na 12. miejscu na listach Top Download Songs, Top Streaming Songs i na 4. miejscu na liście Top User Generated Songs. W kolejnym tygodniu awansowała na 6. miejsce na liście Billboard Japan Top Streaming Songs. Na liście Oricon Combined Singles piosenka zadebiutowała na 13. miejscu w wydaniu z 16 maja 2022 roku.
W Stanach Zjednoczonych „Fearless” zadebiutował na 14. miejscu na liście Billboard World Digital Song Sales w wydaniu z 14 maja 2022 roku, awansując na 12. miejsce w kolejnym tygodniu. Piosenka zadebiutowała na 155. miejscu na liście Billboard Global 200 oraz na 74. miejscu na liście Billboard Global Excl. U.S. w wydaniu z 14 maja 2022 roku. Następnie, w kolejnym tygodniu, awansowała na 69. miejsce na liście Billboard Global 200 oraz na 48. miejsce na liście Billboard Global Excl. U.S.
Japońska wersja „Fearless” zadebiutowała na pierwszym miejscu codziennej listy sprzedaży Oricon Singles Chart w dniu premiery, sprzedając 132 621 fizycznych kopii. Utwór zajął pierwsze miejsce na tygodniowej liście sprzedaży Oricon Singles Chart, sprzedając 222 286 egzemplarzy, a Billboard Japan odnotował łączną sprzedaż wynoszącą 321 717 egzemplarzy w dniach od 23 do 29 stycznia 2023 roku. Singel został później certyfikowany podwójną platyną przez Recording Industry Association of Japan (RIAJ) za sprzedaż ponad 500 000 egzemplarzy.

## Nagrody
| Rok  | Ceremonia                 | Nagroda                                         | Rezultat  | Źródło |
| ---- | ------------------------- | ----------------------------------------------- | --------- | ------ |
| 2023 | Circle Chart Music Awards | Artist of the Year – Global Digital Music (May) | Wygrana   | [ 40 ] |
| 2023 | Circle Chart Music Awards | New Artist of the Year – Digital                | Nominacja | [ 41 ] |
| 2023 | Golden Disc Awards        | Digital Song Bonsang                            | Nominacja | [ 42 ] |
| 2022 | MAMA Awards               | Best Dance Performance – Female Group           | Nominacja | [ 43 ] |
| 2022 | MAMA Awards               | Song of the Year                                | Nominacja | [ 43 ] |

| Program               | Data           | Źródło |
| --------------------- | -------------- | ------ |
| Music Bank (KBS2)     | 13 maja 2022   | [ 44 ] |
| Show Champion (MBC M) | 1 czerwca 2022 | [ 45 ] |
| The Show (SBS MTV)    | 10 maja 2022   | [ 46 ] |
| The Show (SBS MTV)    | 17 maja 2022   | [ 47 ] |

### Kontrowersje w Music Bank
Podczas wygranej Le Sserafim w programie KBS Music Bank 13 maja doszło do kontrowersji, gdy pojawiły się zarzuty manipulacji wynikami. Według Segye Ilbo, program otrzymał skargi dotyczące wyniku Lim Young-woonga, który został nominowany do pierwszego miejsca, ale otrzymał zero punktów w kategorii transmisji na antenie. Początkowo program twierdził, że jego piosenka „If We Ever Meet Again” nie była odtwarzana na żadnym z ich cyfrowych platform, co spowodowało, że zgromadziła zero punktów w kategorii. Jednak zauważono, że utwór ten został w rzeczywistości odtwarzany na kilku stacjach radiowych KBS. 24 sierpnia producenci programu zostali oskarżeni o manipulację wynikami. 10 lutego 2023 roku dochodzenie policji wykazało, że KBS są niewinni, a Le Sserafim zasłużenie zdobyły pierwsze miejsce w programie Music Bank podczas emisji 13 maja 2022 roku.

## Notowania
| Lista                                   | Najwyższa pozycja | Źr.    |
| --------------------------------------- | ----------------- | ------ |
| South Korea (Circle)                    | 9                 | [ 51 ] |
| South Korea (Billboard)                 | 4                 | [ 52 ] |
| Global 200 (Billboard)                  | 69                | [ 53 ] |
| Indonesia (Billboard)                   | 19                | [ 54 ] |
| Japan (Japan Hot 100)                   | 9                 | [ 55 ] |
| Japan Combined Singles (Oricon)         | 13                | [ 56 ] |
| Malaysia (Billboard)                    | 12                | [ 57 ] |
| New Zealand Hot Singles (RMNZ)          | 27                | [ 58 ] |
| Singapore (Billboard)                   | 11                | [ 59 ] |
| Singapore (RIAS)                        | 7                 | [ 60 ] |
| Taiwan (Billboard)                      | 14                | [ 61 ] |
| US World Digital Song Sales (Billboard) | 12                | [ 62 ] |
| Vietnam (Vietnam Hot 100)               | 36                | [ 63 ] |

| Lista                           | Najwyższa pozycja | Źr.    |
| ------------------------------- | ----------------- | ------ |
| Japan (Japan Hot 100)           | 1                 | [ 64 ] |
| Japan (Oricon)                  | 1                 | [ 65 ] |
| Japan Combined Singles (Oricon) | 1                 | [ 66 ] |
| UK Physical Singles (OCC)       | 3                 | [ 67 ] |
| UK Singles Sales (OCC)          | 94                | [ 68 ] |

## Sprzedaż i Certyfikaty
| Kraj           | Sprzedaż    | Certyfikat   | Źródło |
| -------------- | ----------- | ------------ | ------ |
| Japonia (RIAJ) | 500 000+    | 2× Platynowa | [ 69 ] |
| Streaming      |             |              |        |
| Japonia (RIAJ) | 50 000 000+ | Złota        | [ 70 ] |